# アメリカ合衆国国際連合大使
アメリカ合衆国国際連合大使（アメリカがっしゅうこくこくさいれんごうたいし、英語: United States Ambassador to the United Nations）は、国際連合においてアメリカ合衆国政府代表部を代表する国連大使。
正式には「国際連合アメリカ合衆国政府代表部代表特命全権大使及び国際連合安全保障理事会アメリカ合衆国代表」であり、略してアメリカ国連代表とも呼ばれる。
アメリカ国連代表は国際連合安全保障理事会でアメリカ合衆国を代表する権限を持ち、国際連合総会に出席するが、より高位の代表者（アメリカ合衆国国務長官やアメリカ合衆国大統領）が出席した場合はその限りではない。また他のアメリカ合衆国大使と同様にアメリカ国連大使に就任する際も、大統領の指名を受けた上で上院の承認を得なければならない。
またヘンリー・カボット・ロッジ・ジュニア、アドレー・スティーブンソン、ジョージ・H・W・ブッシュ、ダニエル・パトリック・モイニハン、アンドリュー・ヤング、ジーン・カークパトリック、リチャード・ホルブルック、マデレーン・オルブライト、ビル・リチャードソン、ジョン・ダンフォースらアメリカの著名な政治家や外交官が当職を歴任している。

## 閣僚としての扱い
アメリカ国連大使は内閣の一員ではないが、閣僚級の扱いを受けることがある。フォード、カーター、レーガン大統領の時代に国連大使は閣僚級の扱いを受けたが、自身も国連大使を務めたジョージ・H・W・ブッシュ大統領は国連大使を閣僚級とはしなかった。その後クリントン政権下では再度閣僚として扱われるようになったが、ジョージ・W・ブッシュ大統領の時（2001年1月20日から2009年1月20日まで）は閣僚級とせず、オバマ政権になって再度閣僚級の扱いとなった。25代目アメリカ合衆国国際連合大使ジョン・ボルトンは閣僚級と認めることに反対し、公に次の様に理由を述べている。「第一に、（国連大使を閣僚級とすることは）アメリカの外交における国連の役割と重要度の過大評価に他ならず、第二に、同じ部署（国務省）に2人の長官はいらないからだ。」

## 公邸
国際連合本部ビルがニューヨークに建設され始めた1947年に同じニューヨークの最高級ホテルであるウォルドルフ＝アストリアの42階のスイートルームが国連大使の公邸として借り上げられた。ジョージ・H・W・ブッシュなど歴代国連大使の自邸でもあった。
1960年に新しい公邸としてニューヨークマンハッタン区サットンプレイス3番地にあるタウンハウス（3サットン・プレイス）が所有者によってアメリカ政府に寄贈されるも当時のアドレー・スティーブンソン国連大使は拒否したため、1972年に3サットン・プレイスは国際連合に寄贈されて国際連合事務総長の公邸となった。
2014年10月に中華人民共和国の保険会社で鄧小平一族と繋がりを持つ政商の呉小暉が経営する安邦保険集団にウォルドルフ＝アストリアが買収されたため、アメリカ合衆国国務省は2015年以降は防諜を理由に利用しないことを発表した。2016年3月時点でも公邸だったが、2017年1月に国連大使となったニッキー・ヘイリーがニューヨークの50 United Nations Plazaを借り上げたことが報じられた。

## 歴代国連大使
歴代のアメリカ国連大使（代行を含む）・国際連合事務総長と1945年以降のアメリカ合衆国大統領は以下の通り。
| 代 | 画像          | 米国国連大使                            | 在任期間                       | 国連事務総長            | 米国大統領                  |
| -- | ------------- | --------------------------------------- | ------------------------------ | ----------------------- | --------------------------- |
| 1  |               | エドワード・ステティニアス              | 1945年–1946年                  | グラッドウィン・ジェブ  | ハリー・S・トルーマン       |
| 1  | 1946年        | エドワード・ステティニアス              | トリグブ・リー                 |                         | ハリー・S・トルーマン       |
| —  |               | ハーシェル・ジョンソン（代行）          | トリグブ・リー                 | 1946年–1947年           | ハリー・S・トルーマン       |
| 2  |               | ウォーレン・オースティン                | トリグブ・リー                 | 1947年–1952年           | ハリー・S・トルーマン       |
| 2  | 1953年        | ウォーレン・オースティン                | ダグ・ハマーショルド           |                         | ハリー・S・トルーマン       |
| 3  |               | ヘンリー・カボット・ロッジ・ジュニア    | ダグ・ハマーショルド           | 1953年–1960年           | ドワイト・D・アイゼンハワー |
| 4  |               | ジェームズ・ワズワース                  | ダグ・ハマーショルド           | 1960年–1961年           | ドワイト・D・アイゼンハワー |
| 5  |               | アドレー・スティーブンソン              | ダグ・ハマーショルド           | 1961年                  | ジョン・F・ケネディ         |
| 5  | 1961年-1963年 | アドレー・スティーブンソン              | ウ・タント                     |                         | ジョン・F・ケネディ         |
| 5  | 1963年-1965年 | アドレー・スティーブンソン              | ウ・タント                     | リンドン・ジョンソン    |                             |
| 6  |               | アーサー・ゴールドバーグ                | ウ・タント                     | リンドン・ジョンソン    | 1965年–1968年               |
| 7  |               | ジョージ・ボール                        | ウ・タント                     | リンドン・ジョンソン    | 1968年                      |
| 8  |               | ジェームズ・ラッセル・ウィギンズ        | ウ・タント                     | リンドン・ジョンソン    | 1968年–1969年               |
| 9  |               | チャールズ・ヨスト                      | ウ・タント                     | 1969年–1971年           | リチャード・ニクソン        |
| 10 |               | ジョージ・H・W・ブッシュ                | ウ・タント                     | 1971年                  | リチャード・ニクソン        |
| 10 | 1972年-1973年 | ジョージ・H・W・ブッシュ                | クルト・ヴァルトハイム         |                         | リチャード・ニクソン        |
| 11 |               | ジョン・A・スカリー                     | クルト・ヴァルトハイム         | 1973年–1974年           | リチャード・ニクソン        |
| 11 | 1974年-1975年 | ジョン・A・スカリー                     | クルト・ヴァルトハイム         | ジェラルド・R・フォード |                             |
| 12 |               | ダニエル・パトリック・モイニハン        | クルト・ヴァルトハイム         | ジェラルド・R・フォード | 1975年–1976年               |
| 13 |               | ウィリアム・スクラントン                | クルト・ヴァルトハイム         | ジェラルド・R・フォード | 1976年–1977年               |
| 14 |               | アンドリュー・ヤング                    | クルト・ヴァルトハイム         | 1977年–1979年           | ジミー・カーター            |
| 15 |               | ドナルド・マクヘンリー                  | クルト・ヴァルトハイム         | 1979年–1981年           | ジミー・カーター            |
| 16 |               | ジーン・カークパトリック                | クルト・ヴァルトハイム         | 1981年                  | ロナルド・レーガン          |
| 16 | 1982年-1985年 | ジーン・カークパトリック                | ハビエル・ペレス・デ・クエヤル |                         | ロナルド・レーガン          |
| 17 |               | バーノン・ウォルターズ                  | ハビエル・ペレス・デ・クエヤル | 1985年–1989年           | ロナルド・レーガン          |
| 18 |               | トーマス・ピカリング                    | ハビエル・ペレス・デ・クエヤル | 1989年–1991年           | ジョージ・H・W・ブッシュ    |
| 18 | 1992年        | トーマス・ピカリング                    | ブトロス・ブトロス＝ガーリ     |                         | ジョージ・H・W・ブッシュ    |
| 19 |               | エドワード・パーキンス                  | ブトロス・ブトロス＝ガーリ     | 1992年–1993年           | ジョージ・H・W・ブッシュ    |
| 20 |               | マデレーン・オルブライト                | ブトロス・ブトロス＝ガーリ     | 1993年–1996年           | ビル・クリントン            |
| 20 | 1997年        | マデレーン・オルブライト                | コフィー・アナン               |                         | ビル・クリントン            |
| 21 |               | ビル・リチャードソン                    | コフィー・アナン               | 1997年–1998年           | ビル・クリントン            |
| —  |               | ピーター・バーレイ（代行）              | コフィー・アナン               | 1998年–1999年           | ビル・クリントン            |
| 22 |               | リチャード・ホルブルック                | コフィー・アナン               | 1999年–2001年           | ビル・クリントン            |
| —  |               | ジェームズ・カニンガム（代行）          | コフィー・アナン               | 2001年                  | ジョージ・W・ブッシュ       |
| 23 |               | ジョン・ネグロポンテ                    | コフィー・アナン               | 2001年–2004年           | ジョージ・W・ブッシュ       |
| 24 |               | ジョン・ダンフォース                    | コフィー・アナン               | 2004年–2005年           | ジョージ・W・ブッシュ       |
| —  |               | アン・パターソン（代行）                | コフィー・アナン               | 2005年                  | ジョージ・W・ブッシュ       |
| 25 |               | ジョン・ボルトン                        | コフィー・アナン               | 2005年–2006年           | ジョージ・W・ブッシュ       |
| —  |               | アレハンドロ・ダニエル・ウルフ（代行）  | コフィー・アナン               | 2006年                  | ジョージ・W・ブッシュ       |
| —  | 2007年        | アレハンドロ・ダニエル・ウルフ（代行）  | 潘基文                         |                         | ジョージ・W・ブッシュ       |
| 26 |               | ザルメイ・ハリルザド                    | 潘基文                         | 2007年–2009年           | ジョージ・W・ブッシュ       |
| 27 |               | スーザン・ライス                        | 潘基文                         | 2009年–2013年           | バラク・オバマ              |
| —  |               | ローズマリー・ディカルロ（代行）        | 潘基文                         | 2013年                  | バラク・オバマ              |
| 28 |               | サマンサ・パワー                        | 潘基文                         | 2013年–2016年           | バラク・オバマ              |
| 28 | 2017年        | サマンサ・パワー                        | アントニオ・グテーレス         |                         | バラク・オバマ              |
| —  |               | ミシェル・J・シソン（代行）             | アントニオ・グテーレス         | 2017年                  | ドナルド・トランプ          |
| 29 |               | ニッキー・ヘイリー                      | アントニオ・グテーレス         | 2017年–2019年           | ドナルド・トランプ          |
| —  |               | ジョナサン・コーエン（代行）            | アントニオ・グテーレス         | 2019年                  | ドナルド・トランプ          |
| 30 |               | ケリー・クラフト                        | アントニオ・グテーレス         | 2019年-2021年           | ドナルド・トランプ          |
| —  |               | リチャード・M・ミルズ・ジュニア（代行） | アントニオ・グテーレス         | 2021年                  | ジョー・バイデン            |
| 31 |               | リンダ・トマス＝グリーンフィールド      | アントニオ・グテーレス         | 2021年-2025年           | ジョー・バイデン            |
| —  |               | ドロシー・シェイ（代行）                | アントニオ・グテーレス         | 2025年-現職             | ドナルド・トランプ          |